# David Hilbert

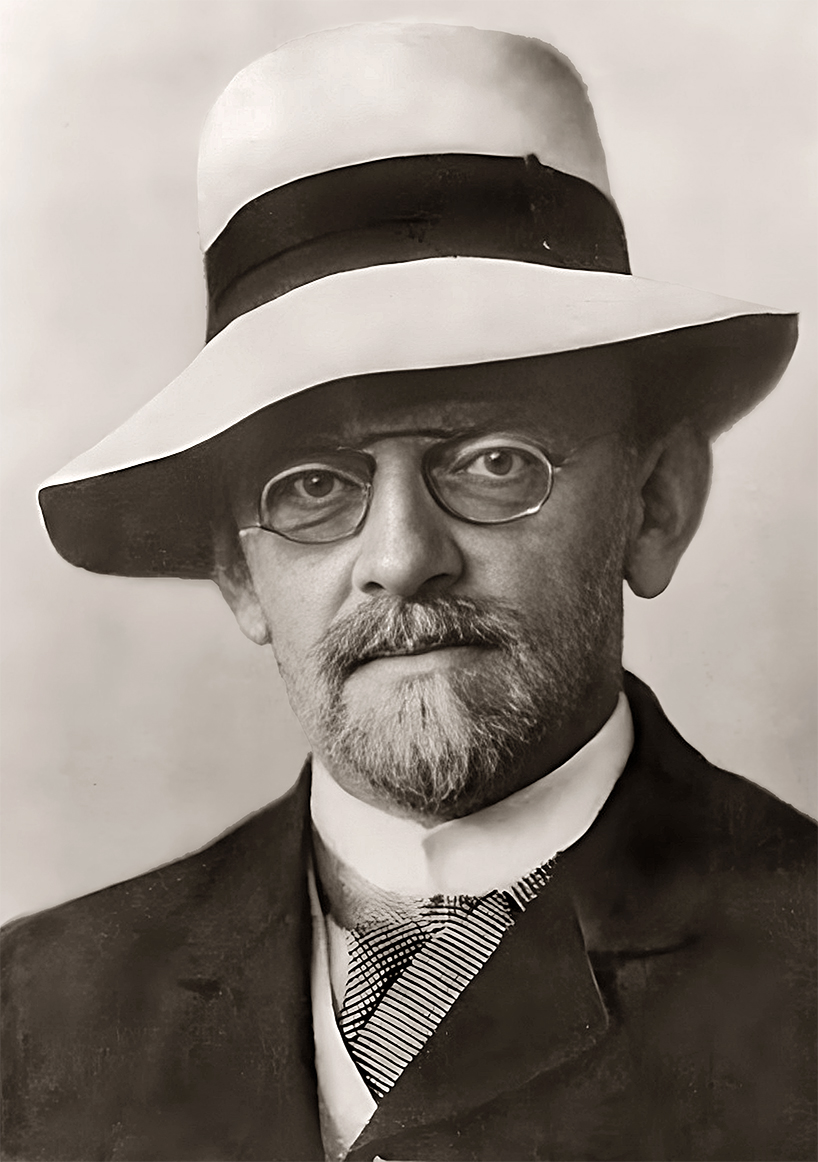
David Hilbert (1912)

David Hilbert (* 23. Januar 1862 in Königsberg; † 14. Februar 1943 in Göttingen) war ein deutscher Mathematiker und Hochschullehrer. Er gilt als einer der bedeutendsten Mathematiker der Neuzeit, den Rudolf Fueter 1932 den „Lehrer aller lebenden Mathematiker“ nannte.
Viele seiner Arbeiten auf den verschiedenen Teilgebieten der Mathematik und mathematischen Physik begründeten eigenständige Forschungsgebiete. Mit seinen Vorschlägen begründete er die bis heute bedeutsame formalistische Auffassung von den Grundlagen der Mathematik und veranlasste eine kritische Analyse der Begriffsdefinitionen der Mathematik und des mathematischen Beweises. Diese Analysen führten zum Gödelschen Unvollständigkeitssatz, der unter anderem zeigt, dass durch das Hilbertprogramm die von ihm angestrebte vollständige Axiomatisierung der Mathematik nicht gänzlich erfüllt werden kann. Hilberts programmatische Rede auf dem internationalen Mathematikerkongress in Paris im Jahre 1900, in der er eine Liste von mathematischen Problemen vorstellte, beeinflusste die mathematische Forschung des 20. Jahrhunderts nachhaltig.

## Leben

### Königsberg

#### Kindheit und Jugendzeit

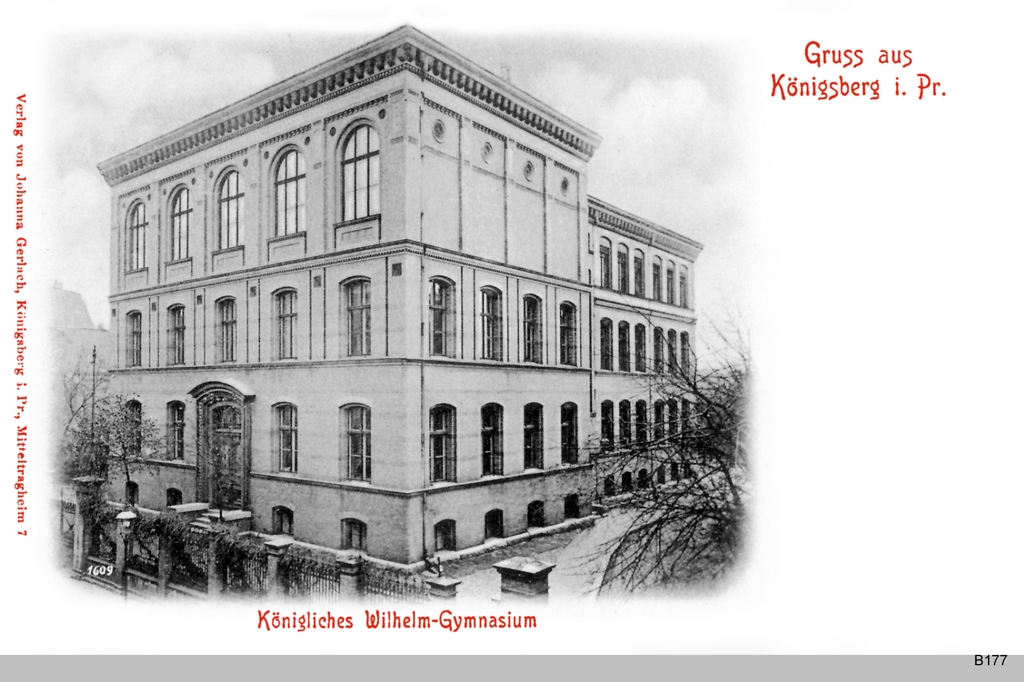
Königliches Wilhelm-Gymnasium (Postkarte)

Hilbert wurde als Sohn des Amtsgerichtsrats Otto Hilbert und seiner Frau Maria Theresia, geb. Erdtmann, geboren. Väterlicherseits entstammte er einer alten ostpreußischen Juristenfamilie, die Mutter kam aus einer Königsberger Kaufmannsfamilie. Der Vater wurde als „eher einseitiger Jurist, von so regelmäßigen Gewohnheiten, daß er jeden Tag den gleichen Spaziergang machte“ beschrieben, der der Laufbahn seines Sohnes kritisch gegenüberstand, während die Mutter vielseitige Interessen hatte, unter anderem auf dem Gebiet der Astronomie und Philosophie sowie der angewandten Mathematik. Er hatte noch eine jüngere Schwester Elise Frenzel, die einen Richter heiratete und 1897 schon im Alter von 28 Jahren verstarb. In seiner Heimatstadt besuchte Hilbert als Schüler zunächst das Friedrichskollegium und wechselte ein Jahr vor dem Abitur auf das mehr naturwissenschaftlich-mathematisch orientierte Wilhelms-Gymnasium. Von seinen schulischen Leistungen ist nichts Bemerkenswertes überliefert, anekdotisch wurde kolportiert, dass der junge Hilbert zwar keine guten Deutschaufsätze schrieb (die hatte manchmal seine Mutter verfasst), jedoch seinen Lehrern mathematische Probleme erklären konnte. Sein Mathematiklehrer von Morstein gab ihm im Abitur die bestmögliche Zeugnisnote und bescheinigte ihm „Gründliches Wissen und die Fähigkeit, die ihm gestellten Aufgaben auf eigenem Wege zu lösen“. Auf seine Schulleistungen angesprochen meinte Hilbert später: „Ich habe mich auf der Schule nicht besonders mit Mathematik beschäftigt, denn ich wußte ja, daß ich das später tun würde.“

#### Studium, sowie Begegnung und Austausch mit Minkowski und Hurwitz

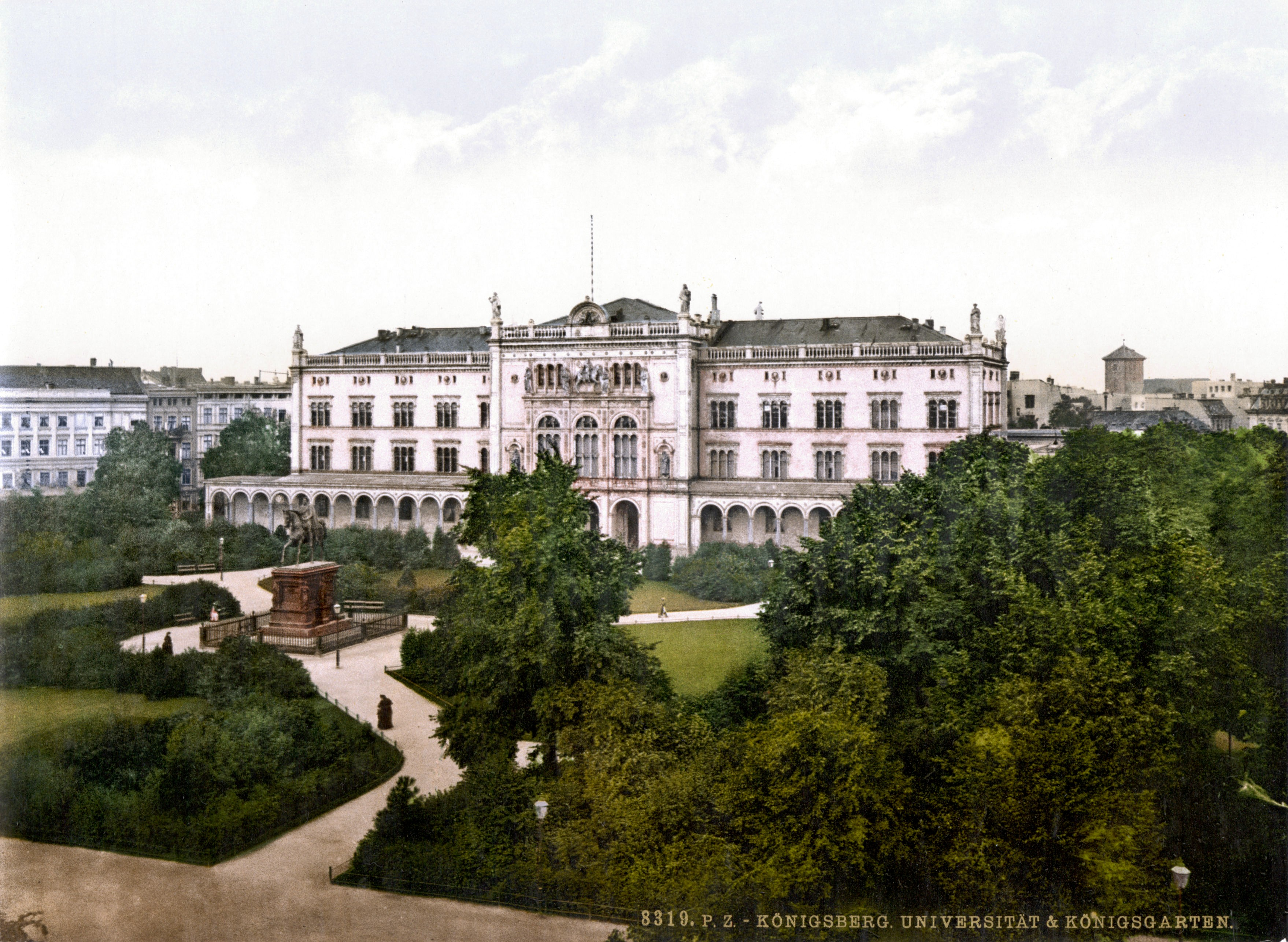
Die Albertus-Universität um 1900 (colorierte Postkarte)

Mit dem Sommersemester 1880 begann der 18-jährige Hilbert das Studium der Mathematik an der Albertus-Universität in Königsberg. Die Königsberger Universität konnte damals auf eine glänzende Tradition in der Mathematik zurückblicken und galt in diesem Fach als eine Ausbildungsstätte ersten Ranges. Hier hatten unter vielen anderen Carl Gustav Jacob Jacobi, Friedrich Wilhelm Bessel, Friedrich Julius Richelot und der Physiker Franz Ernst Neumann gelehrt und gearbeitet. Zu Hilberts Lehrern gehörte der aus Heidelberg kommende Heinrich Weber. Wohl durch Vermittlung Webers verbrachte Hilbert sein zweites Semester in Heidelberg, kehrte danach jedoch nach Königsberg zurück. Weber erkannte und förderte frühzeitig Hilberts mathematische Begabung.
Während des Studiums lernte Hilbert seinen zwei Jahre jüngeren Kommilitonen Hermann Minkowski kennen, der aus einer jüdischen Familie aus Litauen stammte, die nach Ostpreußen eingewandert war. Mit Minkowski verband ihn eine lebenslange enge Freundschaft. 1883 wurde Ferdinand Lindemann der Nachfolger auf dem Lehrstuhl (Ordinariat) von Weber und 1884 wurde Adolf Hurwitz auf den zweiten Mathematik-Lehrstuhl (das Extraordinariat) berufen. Hurwitz war nur 3 Jahre älter als Hilbert und Hilbert sagte später über ihn: „Wir, Minkowski und ich, waren ganz erschlagen von seinem Wissen und glaubten nicht, daß wir es jemals so weit bringen würden.“ Der regelmäßige wissenschaftliche Austausch mit Hurwitz und Minkowski wurde für Hilbert prägend. Im Nachruf auf Hurwitz schrieb Hilbert: „Auf zahlreichen, zeitenweise Tag für Tag unternommenen Spaziergängen haben wir damals während acht Jahren wohl alle Winkel mathematischen Wissens durchstöbert, und Hurwitz mit seinen ebenso ausgedehnten und vielseitigen wie festbegründeten und wohlgeordneten Kenntnissen war uns dabei immer der Führer“. Lindemann hatte dagegen nur wenig Einfluss auf Hilbert, er schlug ihm jedoch das Thema seiner Doktorarbeit vor. 1885 wurde Hilbert mit der Arbeit Über invariante Eigenschaften spezieller binärer Formen, insbesondere der Kugelfunctionen in der Philosophischen Fakultät promoviert.

#### Begegnung mit Felix Klein, Habilitation und Professur

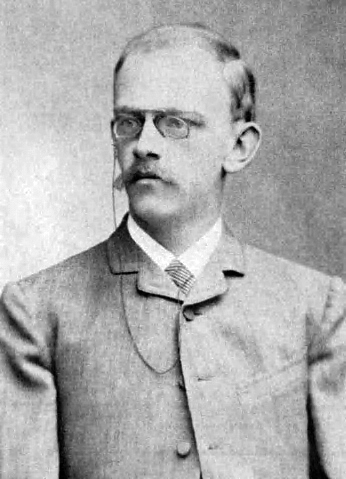
David Hilbert (1886) als Privatdozent in Königsberg

Nach der Promotion begab sich Hilbert im Winter 1885/86 auf eine Studienreise, die ihn zunächst an die Universität Leipzig zu Felix Klein führte. Klein erkannte ebenfalls die hohe Begabung Hilberts und zwischen den beiden entwickelte sich eine intensive wissenschaftliche Korrespondenz. Auf Anraten Kleins hielt sich Hilbert noch für einige Monate in Paris auf. Einen solchen Aufenthalt empfahl Klein allen talentierten Schülern, da er selbst zusammen mit Sophus Lie 1870 in Paris gewesen war, wo er wichtige Anregungen erhalten hatte. Hilbert kam in Kontakt mit vielen bekannten französischen Mathematikern (Charles Hermite, Henri Poincaré, Camille Jordan, Pierre Ossian Bonnet). Den besten Eindruck nahm er von Poincaré und Hermite mit, er zeigte sich aber insgesamt nicht sehr beeindruckt von der französischen Mathematik.
1886 habilitierte sich Hilbert in Königsberg mit einer Arbeit über invariantentheoretische Untersuchungen im binären Formengebiet und wurde Privatdozent. Nachdem Adolf Hurwitz 1892 einen Ruf nach Zürich angenommen hatte, wurde Hilbert dessen Nachfolger im Extraordinariat. 1893 folgte Lindemann einem Ruf nach München und Hilbert wurde nun Ordinarius. Hilbert konnte durchsetzen, dass sein Freund Hermann Minkowski auf das vakant gewordene Extraordinariat nach Königsberg berufen wurde.

### Familie

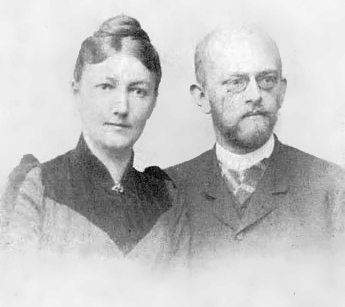
David Hilbert mit Käthe Jerosch 1892

Am 12. Oktober 1892 heiratete David Hilbert die mit ihm seit längerer Zeit befreundete Käthe Jerosch (* 31. März 1864 in Braunsberg im Ermland, † 17. Januar 1945 in Göttingen). Käthe war zeit ihres Lebens eine wesentliche Stütze der wissenschaftlichen Arbeit Hilberts. Mit ihrer besten Handschrift schrieb sie seit Beginn der Ehe Reinschriften von Korrespondenz und Buchmanuskripten zur Vorlage bei der Druckerei. Diese Verpflichtung behielt sie auch nach den anstrengenden Vorkommnissen um den gemeinsamen Sohn Franz bei. Käthe starb nahezu erblindet und vereinsamt.
Das einzige Kind Franz Hilbert wurde am 11. August 1893 geboren. Sein ganzes Leben litt er unter einer nicht genau diagnostizierten psychischen Störung. Seine geringen geistigen Fähigkeiten belasteten seinen Vater. Richard Courant, ab 1909 Privatlehrer an einer Mädchenschule in Göttingen und Assistent von David Hilbert, wurde damit beauftragt, Franz Nachhilfe zu geben, um dessen schulische Leistungen zu verbessern. Versuche, in einem Beruf Fuß zu fassen, schlugen fehl. Eines Tages kam Franz mit den Symptomen einer wahnhaften Störung nach Hause und wurde daraufhin in eine Klinik für Geisteskranke nahe der Universität Göttingen gebracht. Dies war der Auslöser für die in der Göttinger Gesellschaft aufkommenden (falschen) Mutmaßungen, David und Käthe Hilbert seien Cousins 1. Grades. Hilbert brach in der Folge den Kontakt zu seinem Sohn weitgehend ab und soll ihn während des Klinikaufenthaltes auch nie besucht haben.
Als seine Mutter ihn einige Zeit später nach Hause zurückbrachte, war der Frieden im Hause Hilbert gestört. Der Vater konnte die Krankheit seines Sohnes nicht ertragen, die Mutter wollte ihren Sohn nicht hergeben. Es kam zu Spannungen zwischen den Eheleuten. Beim 60. (1922) und 75. (1937) Geburtstag von David Hilbert war Franz Hilbert zu Hause. Franz Hilbert starb 1969.

### Göttingen

#### Die Glanzzeit der Göttinger Mathematik

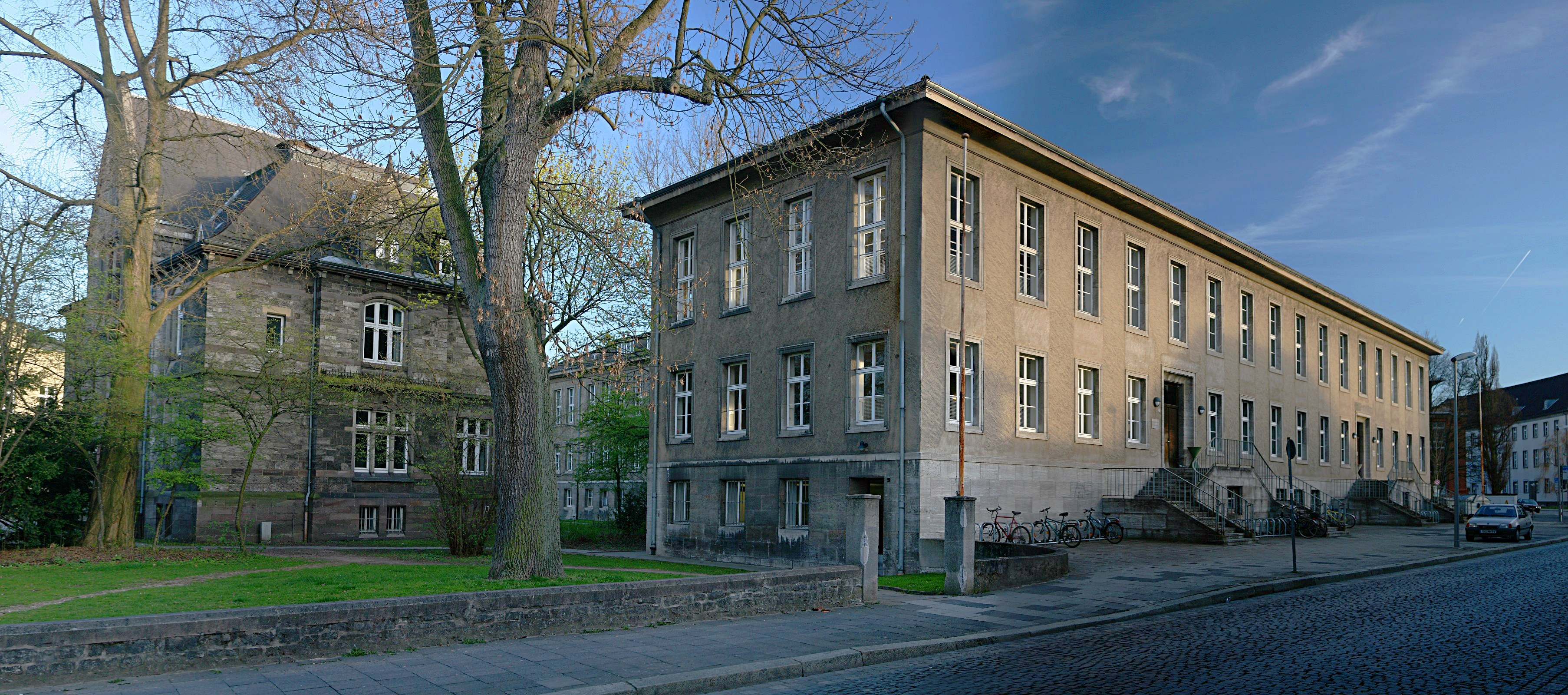
Das Mathematische Institut in Göttingen, Bunsenstraße 3/5. Der Neubau wurde 1927–1930 aus Mitteln der Rockefeller-Stiftung erbaut und vorab am 2. Dezember 1928 von Hilbert und Richard Courant eröffnet.

Auf Betreiben von Felix Klein berief die Universität Göttingen Hilbert 1895 als Professor. Das preußische Kultusministerium hatte es sich zum Ziel gesetzt, in Göttingen, gewissermaßen in der Tradition von Carl Friedrich Gauß und Bernhard Riemann, einen Schwerpunkt der mathematischen Forschung aufzubauen. Treibende Kraft war dabei der Staatssekretär Friedrich Althoff, der in diesem Bestreben tatkräftig von Klein unterstützt wurde. Hilbert war damals 33 Jahre alt und Klein wurde vorgeworfen, es sich mit der Berufung eines so jungen Mannes leicht zu machen. Daraufhin entgegnete dieser: „Sie irren, ich berufe mir den Allerunbequemsten.“ Das persönliche Verhältnis von Klein zu Hilbert blieb jedoch auch nach der Berufung freundschaftlich ungetrübt. 
Im Jahre 1902 lehnte Hilbert einen Ruf nach Berlin als Nachfolger von Lazarus Fuchs ab. Dadurch konnte er in den Bleibeverhandlungen durchsetzen, dass Minkowski auf das Extraordinariat in Göttingen berufen wurde, womit die beiden befreundeten Mathematiker wieder an einem Ort vereint waren. Der frühe Tod seines Freundes und Arbeitskollegen 1909, im Alter von 44 Jahren, war ein schwerer persönlicher Schlag für Hilbert. Nach dessen Tode fungierte Hilbert als Herausgeber seiner Arbeiten unter dem Titel Gesammelte Abhandlungen von Hermann Minkowski.
Die frühen Jahre in Göttingen waren für Hilbert nicht immer einfach, da in der Kleinstadt Göttingen kein so weltoffener, liberaler Geist wie in Königsberg herrschte. Der Standesdünkel der dortigen Universitätskreise war sehr ausgeprägt. So wurde es zum Beispiel als Skandal empfunden, als Hilbert, der Ordinarius, mit Assistenten in einem Lokal Billard spielte. Albert Einstein gab Jahre später seinem Freund Max Born, der sich zwischen einem Ruf nach Frankfurt oder Göttingen entscheiden musste, den Rat: „Wenn ich mich in die Lage denke, so kommt es mir vor, ich bliebe lieber in Frankfurt. Denn mir wäre es unerträglich, auf einem kleinen Kreis aufgeblasener und meist engherziger (und -denkender) Gelehrter so ganz angewiesen zu sein (kein anderer Verkehr). Denkt daran, was Hilbert ausgestanden hat von dieser Gesellschaft.“ Born entschied sich aber dann doch für Göttingen und gehörte bald zum Freundeskreis von Hilbert, dessen Assistent er bereits gewesen war.
Nach den Anfangsschwierigkeiten lebte sich Hilbert jedoch in Göttingen gut ein und genoss große Verehrung von Seiten seiner Studenten. Über den Eindruck, den er bei den Studenten hinterließ, berichtete sein späterer Doktorand Otto Blumenthal:

„Ich erinnere mich noch genau des ungewohnten Eindrucks, den mir – zweitem Semester – dieser mittelgroße, bewegliche, ganz unprofessoral aussehende, unscheinbar gekleidete Mann mit dem breiten rötlichen Bart machte, der so seltsam abstach gegen Heinrich Webers ehrwürdige, gebeugte Gestalt und Kleins gebietende Erscheinung mit dem strahlenden Blick. […] Hilberts Vorlesungen waren schmucklos. Streng sachlich, mit einer Neigung zur Wiederholung wichtiger Sätze, auch wohl stockend trug er vor, aber der reiche Inhalt und die einfache Klarheit der Darstellung ließen die Form vergessen. Er brachte viel Neues und Eigenes, ohne es hervorzuheben. Er bemühte sich sichtlich, allen verständlich zu sein, er las für die Studenten, nicht für sich. […] Um mit seinen Seminarleuten genau bekannt zu werden führte er sie eine Zeitlang nach jedem Seminar in eine Waldwirtschaft, wo Mathematik gesprochen wurde. […] Ein ausdauernder Fußgänger, machte er mit ihnen allwöchentlich weite Spaziergänge in die Berge Göttingens, da konnte jeder seine Fragen stellen, meist aber sprach Hilbert selbst über seine Arbeiten, die ihn gerade beschäftigten.“

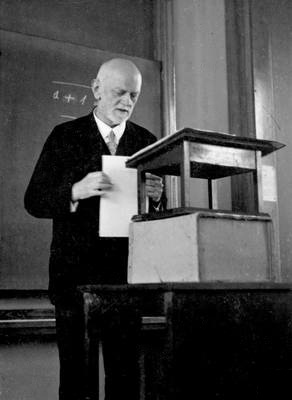
Der 70-jährige Hilbert bei einem Vortrag im Jahre 1932

In seiner Göttinger Zeit betreute Hilbert insgesamt 69 Doktoranden, u. a. (mit Jahr der Promotion): Otto Blumenthal (1898), Felix Bernstein (1901), Hermann Weyl (1908), Richard Courant (1910), Erich Hecke (1910), Hugo Steinhaus (1911), Wilhelm Ackermann (1925). Viele seiner ehemaligen Schüler wurden später Lehrstuhlinhaber. Infolge Hilberts Lehrtätigkeit genoss die Universität Göttingen den Ruf, der „mathematische Nabel der Welt“ zu sein.
Unter den 69 Doktoranden waren auch sechs Frauen, was in der damaligen Zeit alles andere als selbstverständlich war. Frauen wurden in Preußen erst im Jahr 1908 allgemein zum Hochschulstudium zugelassen. Bekannt ist der Einsatz Hilberts und Kleins für die Mathematikerin Emmy Noether, die – obwohl unzweifelhaft hochqualifiziert – als Frau nur unter großen Schwierigkeiten einen Lehrauftrag in Göttingen erlangen konnte. Sie konnte jahrelang ihre Vorlesungen nur unter Hilberts Namen ankündigen. Im Zusammenhang mit den Diskussionen um Noethers Habilitationsgesuch fiel Hilberts vielzitierter Ausspruch „eine Fakultät ist doch keine Badeanstalt!“.
Arnold Sommerfeld sandte zur Unterstützung von Hilberts Arbeit zu Grundlagenproblemen der Physik immer wieder seine Mitarbeiter als Assistenten nach Göttingen. Z. B. waren dies 1912 Paul Peter Ewald, 1913 Alfred Landé und 1920/21 Adolf Kratzer.
Im ersten Drittel des 20. Jahrhunderts hat Hilbert wesentlichen Anteil an der Entwicklung der Universität Göttingen zu einem führenden mathematisch-naturwissenschaftlichen Lehr- und Forschungszentrum gehabt; er blieb ihr, trotz zahlreicher Angebote anderer Universitäten und Akademien (1898 Leipzig: Nachfolge Sophus Lie, 1902 Berlin: Nachfolge Lazarus Immanuel Fuchs, 1912 Heidelberg: Nachfolge Leo Koenigsberger, 1919: Bern und 1917: nochmals Berlin) bis zu seiner Emeritierung 1930 treu. Bis in das Jahr 1934 hielt er noch Vorlesungen an der Göttinger Universität. Auch in seinen Göttinger Jahren blieb Hilbert seiner ostpreußischen Heimat eng verbunden und verbrachte regelmäßig seine Ferien im Seebad Rauschen, „dem Paradies unserer Kindheit“.
Im Jahre 1900 war er Präsident der Deutschen Mathematiker-Vereinigung (DMV). 1903 wurde er zum korrespondierenden Mitglied der Bayerischen Akademie der Wissenschaften gewählt.
1902–1939 war Hilbert Mitherausgeber der Mathematischen Annalen, der zu dieser Zeit bedeutendsten mathematischen Fachzeitschrift der Welt. In dieser Tätigkeit wurde er wesentlich durch seinen langjährigen Assistenten Otto Blumenthal unterstützt.
Obwohl grundsätzlich politisch liberal gesinnt, konnte sich Hilbert der Kriegsbegeisterung des August 1914 nicht entziehen. So gehörte er zwar nicht zu den Unterzeichnern des Manifests der 93, aber etwa zwei Wochen darauf stimmte er wie etwa sein Freund Max von Laue der nicht weniger nationalistischen Erklärung der Hochschullehrer des Deutschen Reiches zu.
1928 hielt er einen Plenarvortrag auf dem Internationalen Mathematikerkongress in Bologna (Probleme der Grundlegung der Mathematik). Anlässlich des Kongresses der Gesellschaft Deutscher Naturforscher und Ärzte in Königsberg gab er am 8. September 1930 seine berühmte Ansprache mit dem Titel Naturerkennen und Logik. Damals wurde ein vierminütiger Auszug über Radio ausgestrahlt und ist bis heute auf einer Schallplatte erhalten geblieben.

#### Nach der nationalsozialistischen Machtergreifung 1933

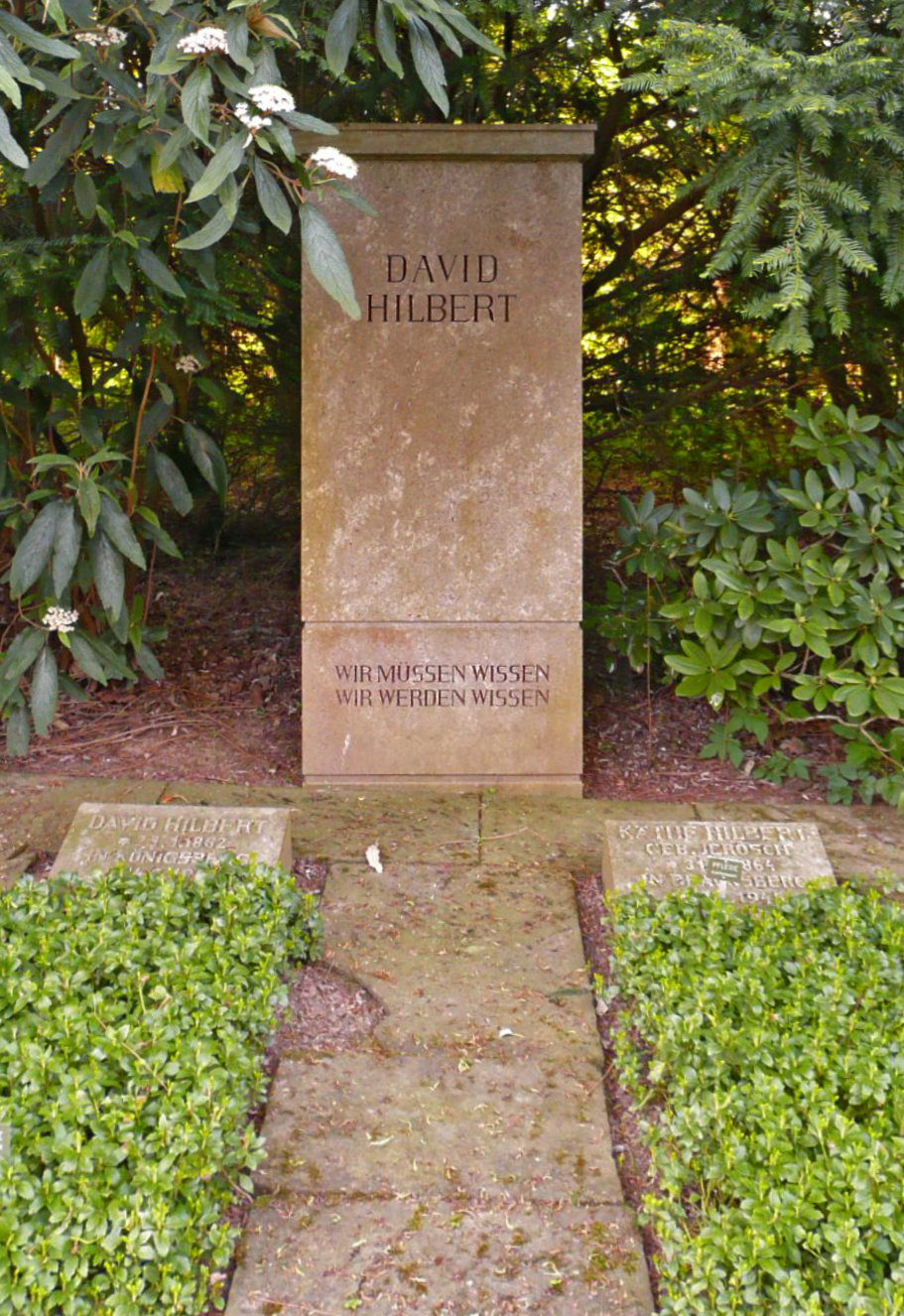
Grabstelle auf dem Göttinger Stadtfriedhof, mit dem Widmungsspruch „Wir müssen wissen / Wir werden wissen“

Nach der nationalsozialistischen Machtergreifung im Jahre 1933 musste Hilbert mitansehen, dass das mathematische Zentrum und die physikalische Fakultät der Göttinger Universität durch die Nationalsozialisten personell zerstört wurden. Alle „nicht-arischen“ Mathematiker wie Edmund Landau, Richard Courant, Max Born, Felix Bernstein, Emmy Noether, Otto Blumenthal und auch politisch Andersdenkende wie Hermann Weyl wurden zur Aufgabe ihrer Tätigkeit gezwungen, etliche emigrierten. Als Hilbert bei einem Bankett 1934 von dem neuen preußischen Unterrichtsminister Bernhard Rust gefragt wurde, ob es denn stimme, dass sein Institut „unter dem Weggang der Juden und Judenfreunde“ gelitten habe, erwiderte er: „Das Institut – das gibt es doch gar nicht mehr.“
Anlässlich seines 80. Geburtstags am 23. Januar 1942 wurde er Ehrenmitglied der DMV.
David Hilbert starb im Jahre 1943 an den Folgen eines Unfalls. Sein Grab befindet sich auf dem Göttinger Stadtfriedhof an der Kasseler Landstraße. Hilberts Tod wurde von der deutschen wissenschaftlichen Öffentlichkeit auf dem Höhepunkt des Weltkrieges nur beiläufig registriert. An seinem Begräbnis nahm kaum ein Dutzend Menschen teil. Der anwesende, ebenfalls aus Königsberg stammende Arnold Sommerfeld verfasste in der Fachzeitschrift Die Naturwissenschaften einen Nachruf. Ganz anders in Amerika: Dort kam es an vielen Universitäten, wo ehemalige Absolventen und Emigranten des Göttinger Mathematischen Seminars wirkten, zu zahlreichen Gedenkveranstaltungen. Unter anderem verfasste auch Hermann Weyl in Princeton einen Nachruf.
Sein Nachlass wird vom Zentralarchiv deutscher Mathematiker-Nachlässe an der Niedersächsischen Staats- und Universitätsbibliothek Göttingen aufbewahrt.

## Werk
Im Folgenden werden Hilberts wichtigste Beiträge zu einzelnen Bereichen der Mathematik genauer beschrieben.

### Algebraische Geometrie
Bis etwa 1893 leistete Hilbert Beiträge zur Invariantentheorie. Unter anderem bewies er den Hilbertschen Basissatz, der besagt, dass jedes Ideal in einem Polynomring über einem Körper endlich erzeugt ist. In seinem Nullstellensatz zeigte er den eindeutigen Zusammenhang von Nullstellen von polynomialen Gleichungen und Polynomidealen. Damit verband er Geometrie und Algebra, was zur Entwicklung der algebraischen Geometrie führte.

### Zahlentheorie
In seinem bedeutenden Werk Zahlbericht von 1897 (algebraische Zahlentheorie) fasste er Arbeiten von Ernst Eduard Kummer, Leopold Kronecker und Richard Dedekind mit eigenen Ideen zusammen. Ein wichtiger Satz aus dieser Arbeit wird immer noch unter der dort verwendeten Nummerierung zitiert: Hilberts Satz 90 über die Struktur bestimmter Körpererweiterungen.

### Geometrie
Hilberts Bestreben war es, die bislang sehr der Anschaulichkeit verhaftete, noch im Wesentlichen auf Euklid zurückgehende Geometrie möglichst vollständig von Begriffen aus der Anschauungswelt abzulösen und rein axiomatisch zu begründen. Eine solche axiomatische Begründung erschien Hilbert und vielen mathematischen Zeitgenossen unbedingt notwendig, da die zuvor verwendeten Begriffe aus der Anschauungswelt nicht die notwendige mathematische Exaktheit hatten und das darauf erbaute mathematische Gebäude der Geometrie somit auf „wackeligen Füßen“ zu stehen schien.
In seinem fundamentalen, 1899 zur Feier der Enthüllung des Gauß-Weber-Denkmals in Göttingen veröffentlichten Werk Grundlagen der Geometrie entwarf er für die euklidische Geometrie ein vollständiges Axiomensystem und entwickelte darauf aufbauend eine streng axiomatisch begründete Geometrie. Die von Hilbert verwendeten Begriffe „Punkt“, „Gerade“, „Ebene“ etc. haben keinen Bezug zur Anschauung mehr, wie es noch Euklid versucht hatte (z. B. „Ein Punkt ist, was keine Teile hat.“), sondern sind rein axiomatisch definiert. Hilbert wird der Ausspruch zugeschrieben, man könne statt „Punkte, Geraden und Ebenen“ jederzeit auch „Tische, Stühle und Bierseidel“ sagen; es komme nur darauf an, dass die Axiome erfüllt sind.
Aus dem Hilbertschen Buch folgt insbesondere, dass jede Geometrie, die dem Hilbertschen Axiomensystem genügt, bis auf Isomorphie eindeutig bestimmt ist, nämlich isomorph zum dreidimensionalen reellen Vektorraum, in dem die Vektoren die Punkte und die Nebenklassen eindimensionaler Unterräume die Geraden sind, und in dem der Abstand zweier Punkte wie in der klassischen analytischen Geometrie gemessen wird, nämlich mit Hilfe des Satzes von Pythagoras.

### Hilberts 23 Probleme
Im Jahre 1900 fand vom 6. bis 12. August der zweite internationale Mathematikerkongress parallel zur Weltausstellung in Paris statt. Der Kongress tagte in sechs Sektionen: Arithmetik und Algebra, Analysis, Geometrie, Mechanik und Mathematische Physik, Geschichte und Bibliografie der Mathematik sowie Unterricht und Methodologie der Mathematik. An dem Kongress nahmen 226 Gelehrte aus aller Welt teil. Der damals 38-jährige Hilbert galt als einer der führenden deutschen Mathematiker und wurde gebeten, ein Grundsatzreferat in einer gemeinsamen Sitzung der 5. und 6. Sektion zu halten. Viele erwarteten von ihm, dass er in einer Art „Festrede“ zur Jahrhundertwende die großen Erfolge in der Entwicklung der Mathematik im vergangenen Jahrhundert Revue passieren lassen würde. Hilbert entschied sich jedoch ganz anders. Statt eines Rückblicks auf das vergangene Jahrhundert wagte er den kühnen Blick in die Zukunft. Die einleitenden Worte in seinem Vortrag am 8. August 1900 bringen das zum Ausdruck:

„Wer von uns würde nicht gerne den Schleier lüften, unter dem die Zukunft verborgen liegt, um einen Blick zu werfen auf die bevorstehenden Fortschritte unserer Wissenschaft und in die Geheimnisse ihrer Entwicklung während der künftigen Jahrhunderte! Welche besonderen Ziele werden es sein, denen die führenden mathematischen Geister der kommenden Geschlechter nachstreben? Welche neuen Methoden und neuen Tatsachen werden die neuen Jahrhunderte entdecken – auf dem weiten und reichen Felde mathematischen Denkens?“

Für seinen Vortrag hatte er eine Liste von 23 ungelösten mathematischen Problemen aus ganz verschiedenen Teilgebieten der Mathematik (Geometrie, Zahlentheorie, Logik, Topologie, Arithmetik, Algebra usw.) erstellt, von denen er 10 vortrug. In dieser Auswahl der Probleme ließ Hilbert seinen beeindruckenden umfassenden Überblick über die gesamte Mathematik erkennen. Er hatte diese Probleme ausgewählt, weil sie ihm von zentraler Bedeutung zu sein schienen und weil er sich von der Lösung dieser Probleme einen wesentlichen Fortschritt auf den entsprechenden Gebieten versprach. Diese später so genannten Hilbertschen Probleme wurden zur Leitschnur ganzer Generationen von Mathematikern, und die Lösung eines jeden Problems wurde als große Leistung angesehen. Von den Problemen gelten gegenwärtig (2012) 15 als gelöst, 3 als ungelöst und 5 als prinzipiell unlösbar, letztere zum Teil auch wegen zu unpräziser Formulierung. Der berühmteste Fall eines solchen unlösbaren (aber präzise formulierten) Problems ist die Forderung nach einem Beweis für die Widerspruchsfreiheit der Axiome der Arithmetik (Hilberts 2. Problem), eine Forderung, deren Unerfüllbarkeit durch Kurt Gödel 1930 bewiesen wurde. Das berühmteste ungelöste Problem ist die Frage nach den Nullstellen der Riemannschen Zeta-Funktion, Hilberts 8. Problem.

### Logik und Grundlagen der Mathematik
Hilbert gilt als Begründer und exponiertester Vertreter der Richtung des Formalismus in der Mathematik. Bereits in der Liste der ungelösten Probleme wies Hilbert darauf hin, dass die Widerspruchsfreiheit der Arithmetik nicht geklärt sei. Anfang der 20er Jahre stellte er als Reaktion auf die Grundlagenkrise der Mathematik die Forderung auf, die Mathematik vollständig auf einem Axiomensystem aufzubauen, das nachweislich widerspruchsfrei sein sollte. In Hilberts Worten:

„Das ist es aber, was ich verlange: es soll in mathematischen Angelegenheiten prinzipiell keine Zweifel, es soll keine Halbwahrheiten und auch nicht Wahrheiten von prinzipiell verschiedener Art geben können […].“

und weiter:

„Das Ziel, die Mathematik sicher zu begründen, ist auch das meinige; ich möchte der Mathematik den alten Ruf der unanfechtbaren Wahrheit, der ihr durch die Paradoxien der Mengenlehre verlorenzugehen scheint, wiederherstellen; aber ich glaube, dass dies bei voller Erhaltung ihres Besitzstandes möglich ist.“

Den intuitionistischen Ansatz von Brouwer, den Hilberts Schüler Weyl als „revolutionär“ bezeichnet hatte, lehnte Hilbert scharf ab, vor allem auch deswegen, weil er die Mathematik eines großen Teils ihres bisherigen „Besitzstandes“ beraubt hätte:

„Was Weyl und Brouwer tun, kommt im Grunde darauf hinaus, daß sie die einstigen Pfade von Kronecker wandeln: sie suchen die Mathematik dadurch zu begründen, daß sie alles ihnen unbequem erscheinende über Bord werfen und eine Verbotsdiktatur à la Kronecker errichten. Dies heißt aber unsere Wissenschaft zerstückeln und verstümmeln, und wir laufen Gefahr einen großen Teil unserer wertvollsten Schätze zu verlieren, wenn wir solchen Reformatoren folgen. […] nein, Brouwer ist nicht, wie Weyl meint die Revolution, sondern die Wiederholung eines Putschversuches mit alten Mitteln, der […] von vorneherein zur Erfolglosigkeit verurteilt ist.“

Hilberts erklärte Zielsetzung war es, die Arithmetik und letztlich die ganze darauf aufbauende Mathematik auf ein System von widerspruchsfreien Axiomen zu gründen. Dieses Bestreben wurde als „Hilbertprogramm“ bekannt. Im Rahmen dieses Programms formulierte Hilbert den später nach ihm benannten Hilbert-Kalkül. Das Hilbertprogramm erwies sich in der von Hilbert intendierten Form letztlich als nicht durchführbar, wie Kurt Gödel mit seinem 1930 veröffentlichten Unvollständigkeitssatz zeigen konnte. Trotzdem war das Hilbertprogramm für die Mathematik sehr fruchtbar, da es in weiten Bereichen von Mathematik und Logik zu einem vertieften Verständnis der Struktur formaler Systeme mit deren Grenzen und zur Begriffsklärung beitrug.

### Analysis
In der Variationsrechnung stellte Hilbert das von Riemann in dessen Abbildungssatz verwendete Dirichlet-Prinzip auf feste Grundlagen. In den Integralgleichungen schloss er einige Lücken von Fredholm im Beweis der fredholmschen Alternative. Diese Themen flossen wesentlich in die Entwicklung der Funktionalanalysis ein. Insbesondere der wichtige Hilbert-Raum ist untrennbar mit seinem Namen verbunden.

### Mathematische Physik
Hilberts Arbeiten zu Funktionenräumen (Hilbert-Raum) und partiellen Differentialgleichungen gehören heute zu den Grundlagen der mathematischen Physik. Hilbert begann sich ab 1912 intensiv der Physik zuzuwenden (zunächst in Anwendungen von Integralgleichungen auf die kinetische Gastheorie), mit deren mathematischer Behandlung er unzufrieden war. Ein bekanntes Zitat von Hilbert lautet: „Die Physik ist für die Physiker eigentlich viel zu schwer.“ Sein Schüler und Assistent Richard Courant schlug ihm 1918 vor, ein Buchprojekt zu diesem Thema zu beginnen, das weitgehend von Courant selbst realisiert wurde, aber – wie dieser im Vorwort schrieb – auf Abhandlungen und Vorlesungen Hilberts beruhte und vom Geist der Hilbert-Schule durchdrungen sei, weshalb er (Courant) darauf bestanden habe, Hilbert als Ko-Autor aufzuführen. Nach Hilberts Biographin Constance Reid zeigte Hilbert ein Interesse an dem Buch seines ehemaligen Studenten, beteiligte sich aber ansonsten in keiner Weise. Der erste Band erschien 1924, der zweite 1937. Das Buch wurde ein Grundlagenwerk der mathematischen Physik in der ersten Hälfte des 20. Jahrhunderts (und erfuhr nochmals in den 1950er und 1960er Jahren eine völlige Neubearbeitung durch Courant), als Nachfolger der Theory of Sound von Lord Rayleigh. Es war und ist allgemein als der Courant/Hilbert bekannt und erwies sich in der bald darauf einsetzenden stürmischen Entwicklung der Quantenmechanik als wichtige Quelle, aus der theoretische Physiker die dazu notwendige neue Mathematik erlernten.
Hilbert verfolgte auch ein Programm zu den axiomatischen Grundlagen der Physik, einem der Hilbertschen Probleme. Eine Frucht daraus waren seine Arbeiten zur Allgemeinen Relativitätstheorie. Mit der Entwicklung der Quantenmechanik in Göttingen um 1925 begann er sich auch dafür zu interessieren, teilweise in Zusammenarbeit mit John von Neumann und seinem physikalischen Assistenten (die Arnold Sommerfeld regelmäßig für Hilbert auswählte) Lothar Nordheim. 1928 entstand daraus der Aufsatz Die Grundlagen der Quantenmechanik von Nordheim, Hilbert und von Neumann.

### Allgemeine Relativitätstheorie
Am 20. November 1915, fünf Tage vor Einstein, reichte Hilbert eine Arbeit zur allgemeinen Relativitätstheorie ein, die zur einsteinschen Theorie äquivalent war, allerdings ohne die einsteinschen Feldgleichungen, die aber in Hilberts Variationsprinzip enthalten sind. Seine Arbeit erschien jedoch erst nach der einsteinschen Arbeit. Hilbert hat niemals die Urheberschaft für die Allgemeine Relativitätstheorie beansprucht und einen öffentlichen „Prioritätenstreit“ zwischen Einstein und Hilbert gab es nicht. Es gab aber kurzzeitig eine Verstimmung von Seiten Einsteins, die aber bald durch Hilbert ausgeräumt wurde, der Einstein die vollständige Priorität auf physikalischem Gebiet zuerkannte. Verschiedene Wissenschaftshistoriker haben jedoch sehr wohl über die Priorität spekuliert. Fölsing hält einen wesentlichen Einfluss von Hilbert auf Einstein bei der Aufstellung der Feldgleichungen für unwahrscheinlich. Umgekehrt haben Leo Corry/Renn/Stachel die eigenständige Vervollkommnung der Gleichungen durch Hilbert aufgrund einer Entdeckung von Druckfahnen im Jahre 1997 angezweifelt, was jedoch wiederum von anderen bestritten wird.

### Gegen dasIgnorabimus
Hilbert wehrte sich immer gegen eine Sicht der Grenzen der Wissenschaft im Sinne eines ignoramus et ignorabimus. Sein Glaube, dass der Mensch die Welt verstehen kann, zeigt sich in seinem Ausspruch: „Wir müssen wissen, und wir werden wissen.“ Hilbert plädierte damit für einen Optimismus in der Forschung, der selbstgesetzte Beschränkungen des Denkens ablehnt. Das Motto findet sich auch als Inschrift auf seinem Grabstein. Was Hilbert damit sagen wollte, wird aus dem folgenden Zitat deutlich:

„Einst sagte der Philosoph Comte – in der Absicht, ein gewiss unlösbares Problem zu nennen –, daß es der Wissenschaft nie gelingen würde, das Geheimnis der chemischen Zusammensetzung der Himmelskörper zu ergründen. Wenige Jahre später wurde durch die Spektralanalyse durch Kirchhoff und Bunsen dieses Problem gelöst, und heute können wir sagen, daß wir die entferntesten Sterne als wichtigste physikalische und chemische Laboratorien in Anspruch nehmen, wie wir solche auf der Erde gar nicht finden. Der wahre Grund, warum es Comte nicht gelang, ein unlösbares Problem zu finden, besteht meiner Meinung nach darin, daß es ein solches gar nicht gibt.“

Oder in anderen Worten:

„Diese Überzeugung von der Lösbarkeit eines jeden mathematischen Problems ist uns ein kräftiger Ansporn während der Arbeit; wir haben in uns den steten Zuruf: Da ist das Problem, suche die Lösung. Du kannst sie durch reines Denken finden; denn in der Mathematik gibt es kein Ignorabimus.“

## Würdigung
Nach David Hilbert sind folgende mathematische Begriffe, Objekte oder Sätze benannt:
- Hilbert-Raum, Hilbertraumbasis, Hilbertbasis, Prähilbertraum
- Hilbert-Matrix
- Hilbert-Kurve
- Hilbert-Transformation
- Hilbert-Kalkül
- Hilbert-Metrik
- Hilberts Axiomensystem der euklidischen Geometrie
- Hilbertscher Basissatz
- Hilbertscher Nullstellensatz
- Hilbertscher Syzygiensatz, siehe dazu auch Syzygium.
- Hilberts Hotel
- Hilberts Satz 90
- Hilbert-Carleman-Determinante
- Hilbert-Schmidt-Operator
- Hilbertwürfel
- Irreduzibilitätssatz von Hilbert
- Hilbert-Symbol

## Weitere Ehrungen

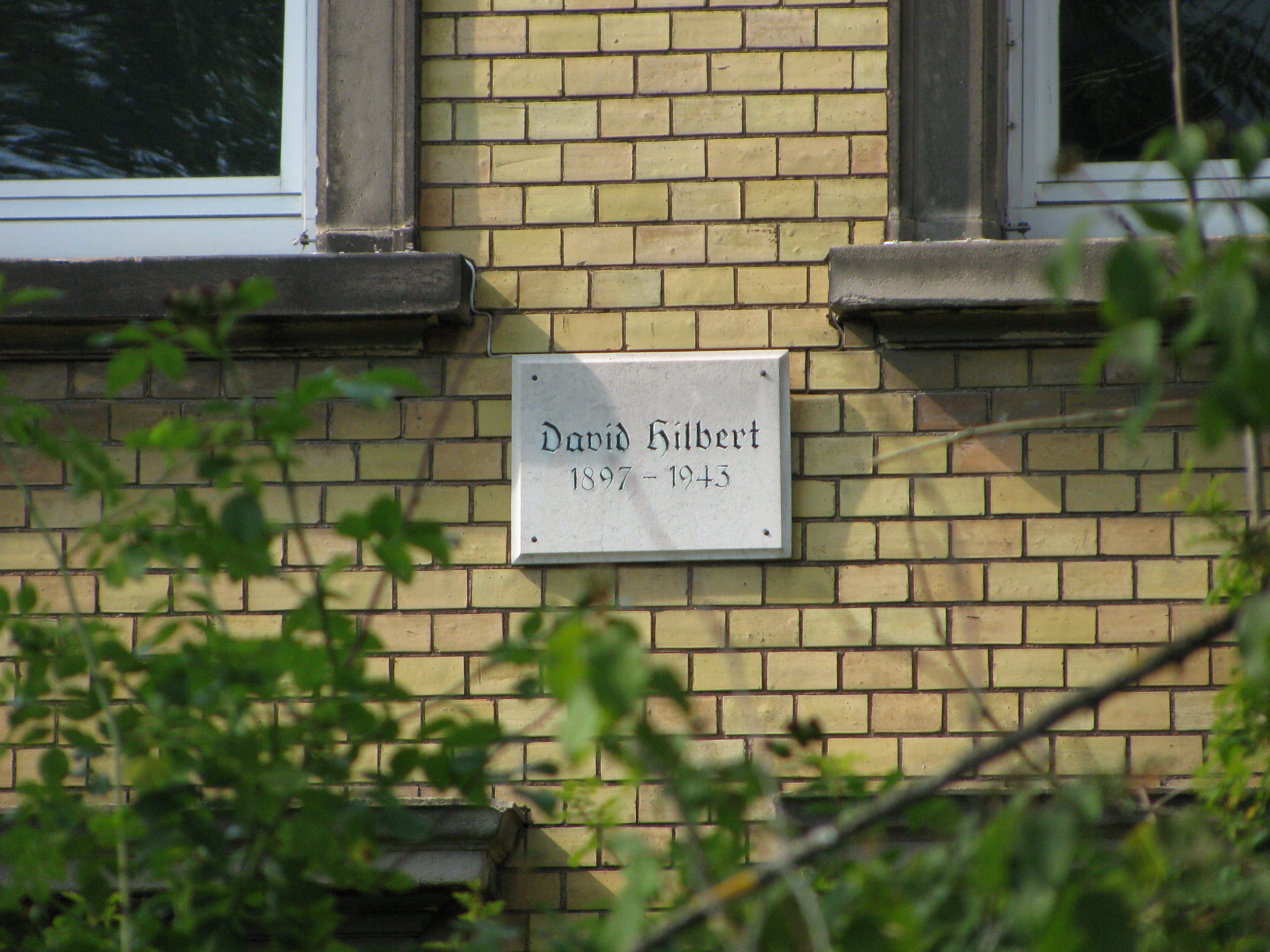
Göttinger Gedenktafel für David Hilbert am Wohnhaus Wilhelm-Weber-Straße 29

David Hilbert wurde für sein mathematisches Wirken zahlreich geehrt und ausgezeichnet. 1904 wurde David Hilbert zum Geheimen Regierungsrat durch Kaiser Wilhelm II. ernannt. Persönlich empfand Hilbert als größte aller Ehrungen die Verleihung der Ehrenbürgerwürde seiner Vaterstadt Königsberg 1930.
Ehrendoktorwürden erhielt er von der
- Universität Oslo (1902),[55]
- Universität Frankfurt am Main (1922)[55]
- Eidgenössischen Technischen Hochschule Zürich (1922),[55]
- Universität Königsberg (1922),[56]
- Technischen Hochschule Danzig (1924),[56]
- Universität Athen (1937)[56] sowie der
- Universität Kopenhagen (1921).[53]

Mitgliedschaften und Ehrenmitglieden bestanden
- im Mathematischen Verein an der Georgia Augusta zu Göttingen (1896),[56]
- an der London Mathematical Society (1901),[57]
- der Königlichen Gesellschaft der Wissenschaften zu Uppsala (1903),[56]
- der Gesellschaft zu Turin (1903),[53]
- der Accademia dei Lincei in Rom (1903),[53]
- der Bayerischen Akademie der Wissenschaften zu München (1903),[53]
- der Accademia delle Scienze in Bologna (1904),[53]
- als auswärtiges Mitglied in der Ungarischen Akademie der Wissenschaften (1906),[58]
- der Gesellschaft der Wissenschaften zu Oslo (1906),[53]
- in der Königlichen Dänischen Gesellschaft der Wissenschaften Kopenhagen (1906),[55]
- der National Academy of Sciences of the United States of America (1907),[53]
- des Reale Instituto Veneto di scienze, lettere ed arti Venedig (1910),[53]
- der Académie des sciences (1911),[59], der Königlichen Schwedischen Akademie der Wissenschaften Stockholm (1912)[55]
- in der Académie Royal des Sciences, des Lettres et des Beaux-Arts Belgique (1912),[55]
- der Preußischen Akademie der Wissenschaften (1913),[53]
- der Finnischen Akademie der Wissenschaften (1914),[53]
- in der Königlichen Niederländischen Akademie der Wissenschaften (1919)[55]
- der Akademie der Wissenschaften von Russland (1922),[56]
- der Schweizerischen Mathematischen Gesellschaft Lausanne (1922),[53]
- der Royal Society of London (1928)[56]
- der American Philosophical Society Philadelphia (1932),[56][60], der Leopoldina (1932), der Reale Accademia delle Scienze Turin (1934)[56]
- der Società Italiana delle Scienze Rom (1925),[56]
- der Ukrainischen Sevcenko-Gesellschaft der Wissenschaften Lviv (1925)[61] sowie
- der Mathematischen Gesellschaft in Hamburg (1935)[56]

An Preisen erhielt er die Cothenius-Medaille der Deutschen Akademie der Naturforscher Leopoldina (1906), die Bolyai-Medaille der Magyar Tudományos Akadémia Budapest (1910), die Goldmedaille des Mathematischen Instituts Mittag-Leffler (1937) und die Goethe-Medaille für Kunst und Wissenschaft (1942 anlässlich seines 80. Geburtstags).
Anfang 1926 wurde Hilbert Ritter des Ordens Pour le Mérite, der höchsten Auszeichnung der Weimarer Republik für Wissenschaftler und Künstler.
Noch zu Lebzeiten Hilberts wurde aus Anlass seines 70. Geburtstages 1932 im Ostviertel von Göttingen die David-Hilbert-Straße (zuvor: Prinz-Albrecht-Straße) benannt.
Die Fakultät für Mathematik und Informatik der Georg-August-Universität Göttingen fühlt sich David Hilbert noch heute (Stand November 2024) so sehr verbunden, dass auf deren Internetseite Hilberts Porträtfoto die Personalseite anführt. Das Foyer des Mathematischen Instituts (Göttingen, Bunsenstraße 3/5) trägt den Namen Hilbert-Raum; in ihm ist eine Büste Hilberts aus Bronze aufgestellt. Eine 1986 davon angefertigte Gipskopie befand sich in Göttingen bis 2009 unter den Büsten bedeutender Professoren der Georgia-Augusta in der Aula am Wilhelmsplatz; sie wird wegen ihrer Rezeptionsgeschichte seit 2022 im Göttinger Universitätsmuseum Forum Wissen gezeigt. An Hilberts ehemaligem Wohnhaus in Göttingen, Wilhelm-Weber-Straße 29, ist eine Göttinger Gedenktafel angebracht.
Der Mondkrater Hilbert (1970) und der Asteroid Hilbert (2000) sind nach dem Mathematiker benannt. Im Jahre 2001 gab die Republik Kongo eine David-Hilbert-Briefmarke heraus.

## Trivia
Anlässlich Hilberts Ernennung zum Königsberger Ehrenbürger erzählte man folgende Anekdoten:

„Eines Abends kommt er nach Hause, seine Frau sagt ihm, er habe wohl vergessen, daß sie Gäste hätten, er solle sich rasch eine andere Krawatte umbinden. Hilbert verschwindet in seinem Zimmer und ward nicht mehr gesehen. Seine Frau wird unruhig und entschließt sich endlich nachzusehen, wo er so lange bleibt. Sie findet ihn ruhig schlafend in seinem Bett. Er hatte ganz logisch gehandelt, als er seine Krawatte abband, zog er sich aus und als er ausgezogen war, ging er ins Bett.“

„Eines Tages besucht Hilbert den allmächtigen Universitätsdirektor Althoff, um ein höheres Gehalt für seinen Assistenten zu erwirken. Mit beredten Worten schildert er seine Vorzüge, seine Klugheit, seinen Fleiß, seine Verdienste um die Wissenschaft. Eine für Hilberts Verhältnisse zündende Rede. Althoff unterbrach seinen Eifer mit der Frage: ‚Wie heißt denn der hoffnungsvolle junge Mann?‘ ‚Wie der heißt?‘ versetzte Hilbert ganz konsterniert, ‚ja, das weiß meine Frau‘.“

## Schriften

### Zu Lebzeiten veröffentlicht
- Grundlagen der Geometrie. Teubner, Leipzig 1899.
  - Grundlagen der Geometrie. 2. Auflage. 1903. (Internet Archive)
  - Englische Übersetzung: Foundations of Geometry. 1902. Gutenberg eText
  - Klaus Volkert (Hrsg.): David Hilbert. Grundlagen der Geometrie (Festschrift 1899). Springer-Spektrum, 2015. Die erste Ausgabe. Die letzte Ausgabe zu Lebzeiten Hilberts war die 7. Auflage von 1930. Die 13. Auflage von 1987 (Teubner, Stuttgart) ist mit Supplementen von Paul Bernays (1972). Die 14. Auflage (Teubner), hrsg. von Michael Toepell, erschien 1999.
- Die Grundlagen der Physik. Erste Mitteilung, vorgelegt in der Sitzung vom 20. November 1915. Nachrichten von der Königlichen Gesellschaft der Wissenschaften zu Göttingen, Math-physik. Klasse, 1915.
- Die Grundlagen der Mathematik. Springer, Berlin 1928.
- Grundzüge einer allgemeinen Theorie der linearen Integralgleichungen. Teubner, Berlin 1912.
- Gesammelte Abhandlungen. Julius Springer, Berlin.
  - Erster Band: Zahlentheorie. 1932.
  - Zweiter Band: Algebra, Invariantentheorie, Geometrie. 1933.
  - Dritter Band: Analysis, Grundlagen der Mathematik, Physik, Verschiedenes, Lebensgeschichte. 1935.
- mit Wilhelm Ackermann: Grundzüge der theoretischen Logik. Springer, 1928.
- mit Stefan Cohn-Vossen: Anschauliche Geometrie. Springer, 1932.

### Postum erschienen
- Ulrich Majer, Michael Hallet: David Hilbert's lectures on the Foundations of Geometry 1891–1902. Springer, Berlin/Heidelberg 2004, ISBN 3-540-64373-7.
- Ulrich Majer, Tilman Sauer: David Hilbert's lectures on the Foundations of Physics 1915–1927. Springer, Berlin/Heidelberg 2009, ISBN 978-3-540-20606-4.
- Ulrich Majer, William Ewald u. a.: David Hilbert's lectures on the Foundation of Arithmetic and Logic 1917–1933. Springer, Berlin/Heidelberg 2013, ISBN 978-3-540-69444-1.